# Instytut Błogosławionej Dziewicy Maryi
Siostry Loreto, Instytut Błogosławionej Dziewicy Maryi – zgromadzenie Zakonne założone przez Brytyjkę Marię Ward. 
Do tego zgromadzenia wstąpiła Matka Teresa z Kalkuty.